# Rhododendron 'English Roseum'
Rhododendron 'English Roseum' — сорт вечнозелёных рододендронов.
Гибрид рододендрона кэтевбинского (лат. Rhododéndron catawbiense), получен Энтони Ватерером в Англии. Внешне сильно напоминает сорт 'Roseum Elegans', также полученный Ватерером.

## Биологическое описание
Вечнозелёный, сильнорослый кустарник. В возрасте 10 лет достигает высоты 2 м.
Листья гладкие, блестящие, средне-зелёные.
Соцветия терминальные, овальные, шириной до 110 мм, 8—16 цветковые.
Цветки широко-воронковидные, 50 мм в ширину, лилово-розовые с оранжевым пятном. Аромат отсутствует.
Цветение в конце мая — середине июня.

## В культуре
Выдерживает понижения температуры до −32 °С. В условиях умеренно-континентального климата зимостоек.
Устойчив к Phytophthora cactorum, Phytophthora cinnamomi, Phytophthora citricola, Phytophthora citrophthora, Phytophthora gonapodyides, Phytophthora heveae, Phytophthora lateralis, Phytophthora megasperma, Phytophthora nicotianae var. parasitica.

## Потомки
- 'Edith Pride' Pride, O.S., 1958 =	('English Roseum' x Rhododendron maximum)
- 'Elizabeth Ard' Pushepetappa Gardens, 1944 = ('English Roseum' x Rhododendron hyperythrum)